# Ярнах, Филипп
Филипп Ярнах (нем. Philipp Jarnach; 26 июля 1892, Нуази-ле-Сек — 17 декабря 1982, Бёрнзен) — немецкий композитор и музыкальный педагог.

## Биография
Был сыном испанского скульптора. Учился в Парижской консерватории как пианист (у Эдуара Рислера) и композитор (у Альбера Лавиньяка), затем в Цюрихе у Ферруччо Бузони (позднее Ярнах завершил неоконченную оперу Бузони «Доктор Фауст»). В 1920-е гг. работал в Берлине, концертировал как пианист и дирижёр. С 1927 г. преподавал в Кёльнской консерватории, в 1950 г. выступил основателем и первым руководителем (до 1959 г.) Гамбургской Высшей школы музыки. Среди учеников Ярнаха разного времени — Курт Вайль, Бернд Алоис Циммерман, Никос Скалкотас, Отто Люнинг, Пауль Мюллер-Цюрих, Юрг Баур, Рейнхард Шварц-Шиллинг, Робер Обусье и другие композиторы.
Как композитор Ярнах сложился под влиянием немецкого романтизма и творчества французских композиторов начала XX века.